# Лъжа (сериал)
Лъжа (на турски: Yalan) е турски телевизионен сериал в жанра драма и романтика, продуциран от Süreç Film, чийто първи епизод е излъчен на 27 май 2024 г., режисиран от Хакан Инан и по сценарий на Джем Акьолдаш и Мурат Бояджъоулу. Главните роли са изпълнени от Аслъхан Гюнер, Фейяз Думан, Ейлюл Тумбар и Йешим Джерен Бозоулу.

## Сюжет
Мелике, обвинена като убийца на съпруга си, е освободена от затвора след двадесет години. Мелике, която няма друга грижа освен да се събере с дъщеря си, за която копнее от години, не подозира, че навън я очаква свят пълен с лъжи. Това, което очаква Мелике, са не само лъжи, но и злобното семейство на съпруга й, което брои дните да си отмъсти. Докато Мелике ще трябва да се бори в самото начало на новия си живот, тя ще води най-голямата си битка, за да установи близост с дъщеря си Хазал. Но това никак не е лесно...

## Актьорски състав
- Aслъхан Гюнер – Meлике Караджа
- Фейяз Думан –	Kaдир Караджа
- Eйлюл Tумбар – Дуру Аксой
- Йешим Джерен Бозоулу – Хюля
- Йозге Борак –	Беррин Аксой
- Eмир Бендерлиоулу – Дженгиз
- Серра Пиринч – Хазал
- Aтакан Хошгьорен – Keрим Калели
- Ренан Билек –	Eмин Калели
- Kубилай Тунчер – Халук Аксой
- Зейнеп Еронат – Зехра Караджа
- Сабрийе Кара – Шефика
- Oзан Ийт – Волкан
- Невджан Су Йозел
- Meтехан Дилавер – Keнан Kaраджа

## Излъчване
| Сезон | Сезон | Епизоди | Начало на сезона | Край на сезона      | Всички епизоди | ТВ сезон | ТВ канал | Дата и час                |
| ----- | ----- | ------- | ---------------- | ------------------- | -------------- | -------- | -------- | ------------------------- |
|       | 1     | 30      | 27 май 2024 г.   | 28 декември 2024 г. | 1 – 30         | 2024     | Kanal D  | понеделник/събота (20:00) |